# Clorinda Corradi

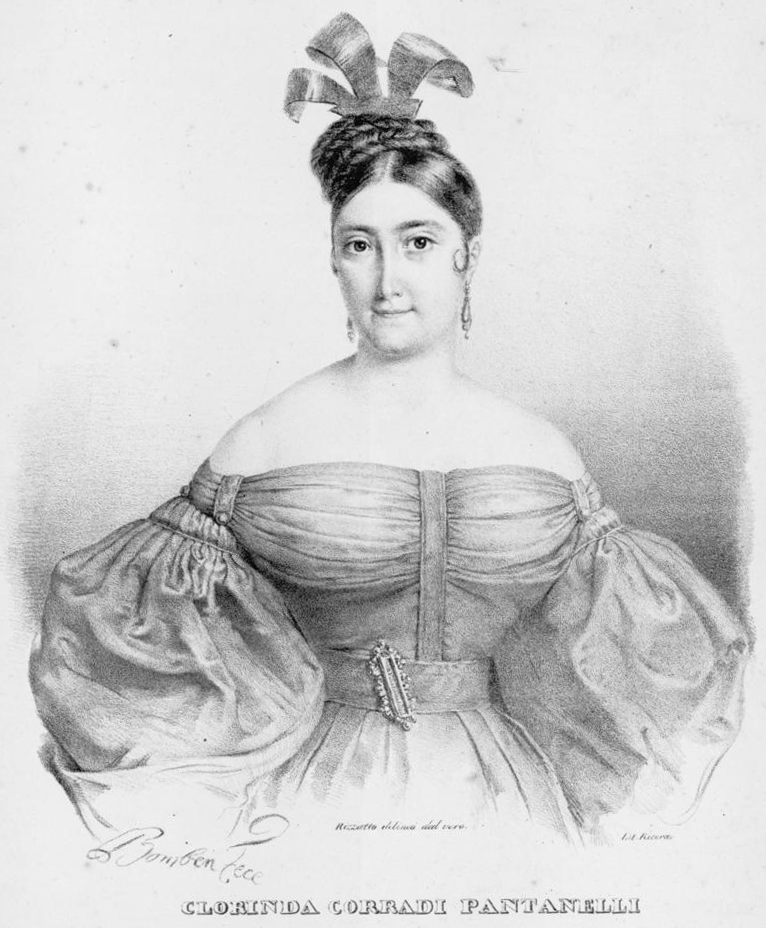
Clorinda Corradi Pantanelli

Clorinda Corradi Pantanelli (* 27. November 1804 in Urbino; † 29. Juni 1877 in Santiago de Chile) war eine italienische Opernsängerin des Belcanto (Alt). Sie sang in Opern von Donizetti, Rossini und Verdi in Italien, Spanien, den Vereinigten Staaten, Kuba, Chile und Peru.

## Leben
Clorinda stammt aus einer angesehenen Familie aus Urbino, die wirtschaftliche Probleme hatte. Aus diesem Grund wurde sie Sängerin. Sie wurde am 27. November 1804 in Urbino als Tochter des Filippo Corradi und der Gräfin Victoria Peroli von Urbino geboren. Mit 19 Jahren hatte sie Gesangsunterricht von dem berühmten Filippo Celli. Ihren ersten öffentlichen Auftritt hatte sie 1823 im Theater von Recanati. Sie spielte die Hauptrolle in der Oper L’italiana in Algeri von Gioachino Rossini. 1825 sang sie in dem Theater von Florenz Pergola und danach in allen wichtigen Theatern Italiens. 1830, mit gerade 26 Jahren, sang sie in der Oper Le comte Ory von Rossini im Mailänder Teatro della Canobbiana. Sie sang mit berühmten Sängern wie Duprez, Mariani und Galli.
Im Herbst 1835 zog sie nach Kuba und sang dort im berühmten Teatro Tacoma in Havanna. Von 1835 bis 1840 sang sie in Peru und New Orleans (Louisiana). 1844 zog sie schließlich nach Valparaíso in Chile und danach nach Santiago. 1856 gab sie das Singen auf und wurde Lehrerin am Konservatorium von Santiago de Chile. Im Laufe ihres Lebens bekam sie viel Anerkennung und verdiente viel Geld mit dem Gesang. Trotzdem starb sie am 29. Juni 1877 ohne Vermögen.